# Volvo V50
Volvo V50 (кодова назва: P12) — версія універсал невеликого сімейного автомобіля Volvo S40 другого покоління, вперше представленого на Болонському автосалоні 2003 року, обидва автомобілі збиралися в Генті, Бельгія.

## Опис

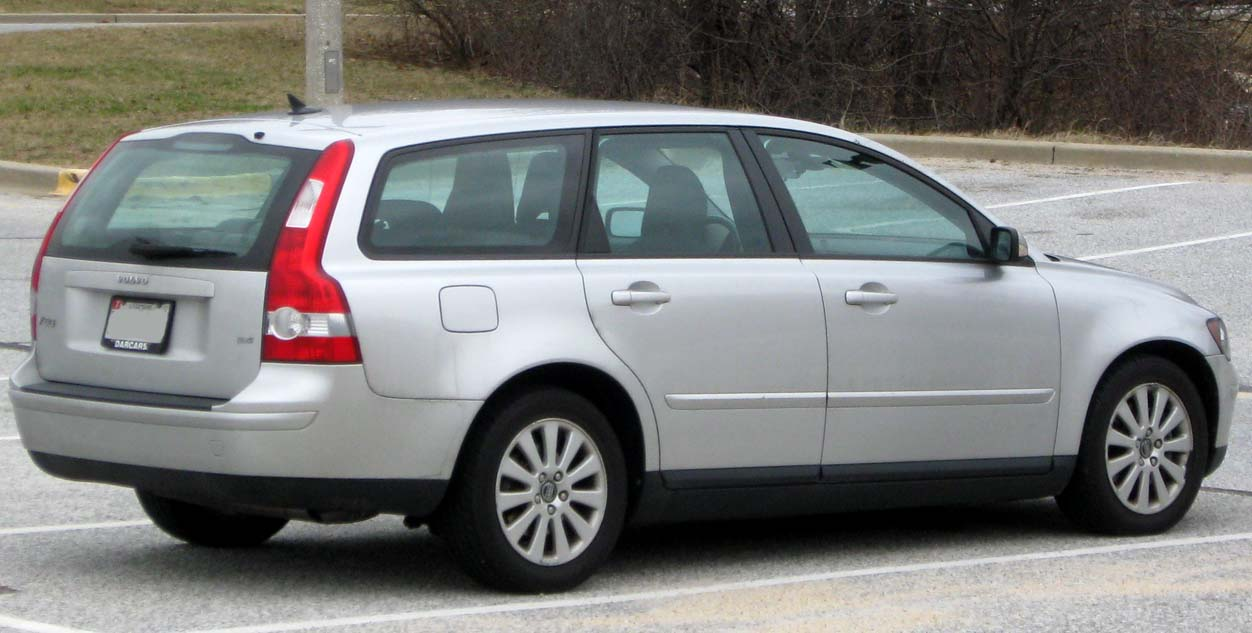
Volvo V50 (2004-2008)

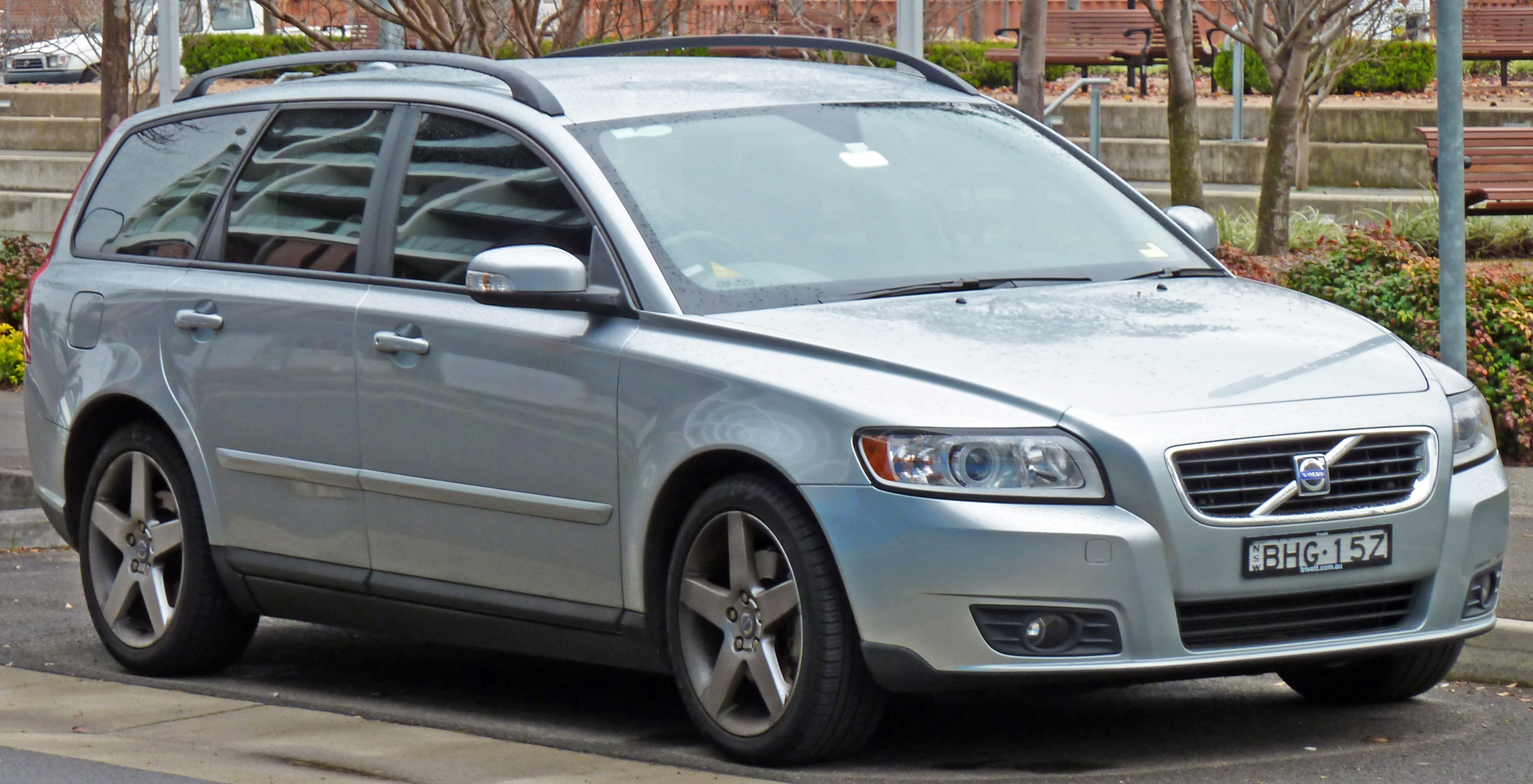
Volvo V50 (2008-2010)

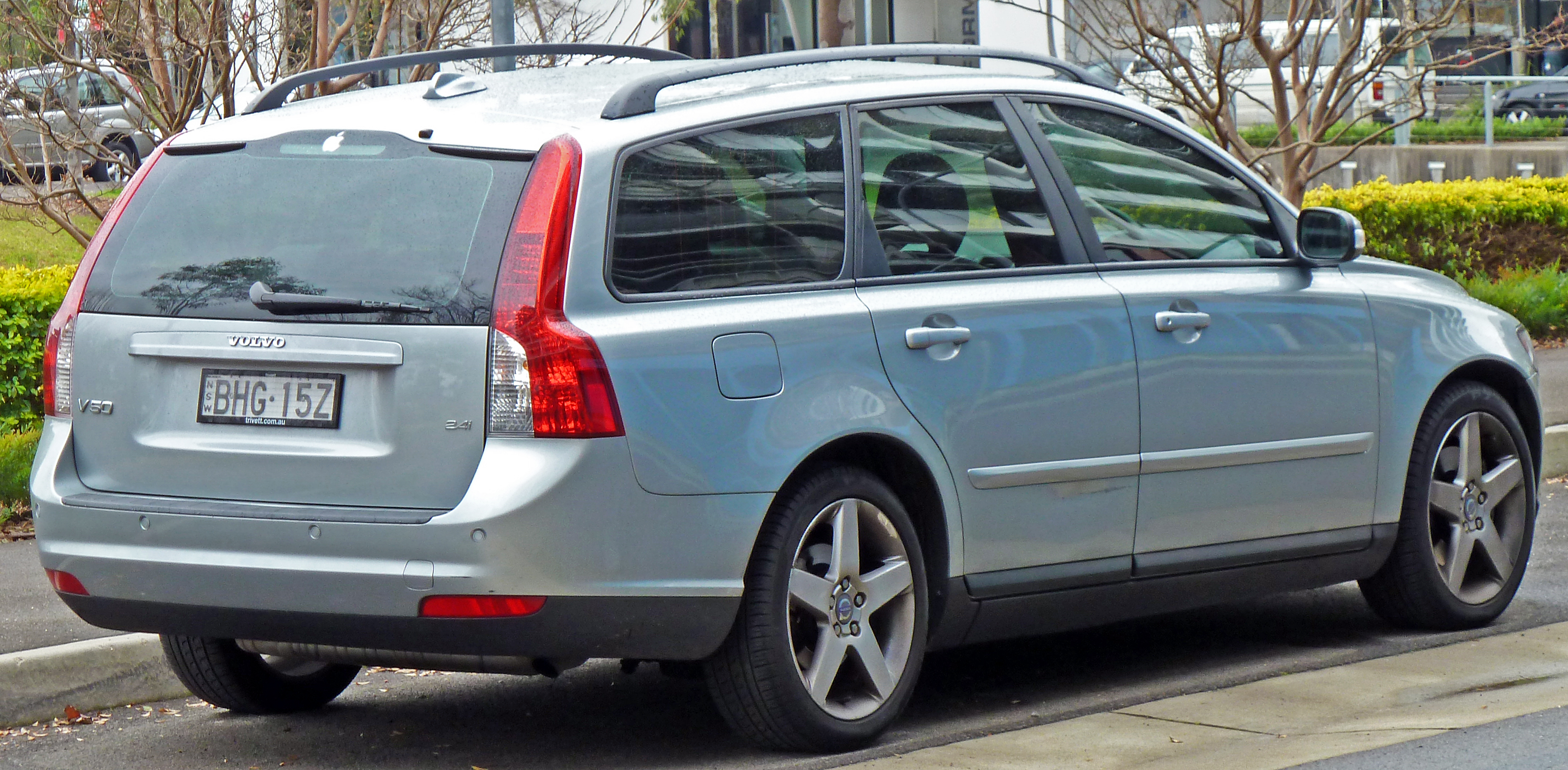
Volvo V50 (2008-2010)

Автомобіль поділяв платформу Volvo P1 з європейськими Ford Focus та Mazda 3, і мав внутрішнє «театральне» освітлення, ширяючу центральну панель і «Volvo Intelligent Vehicle Architecture». 

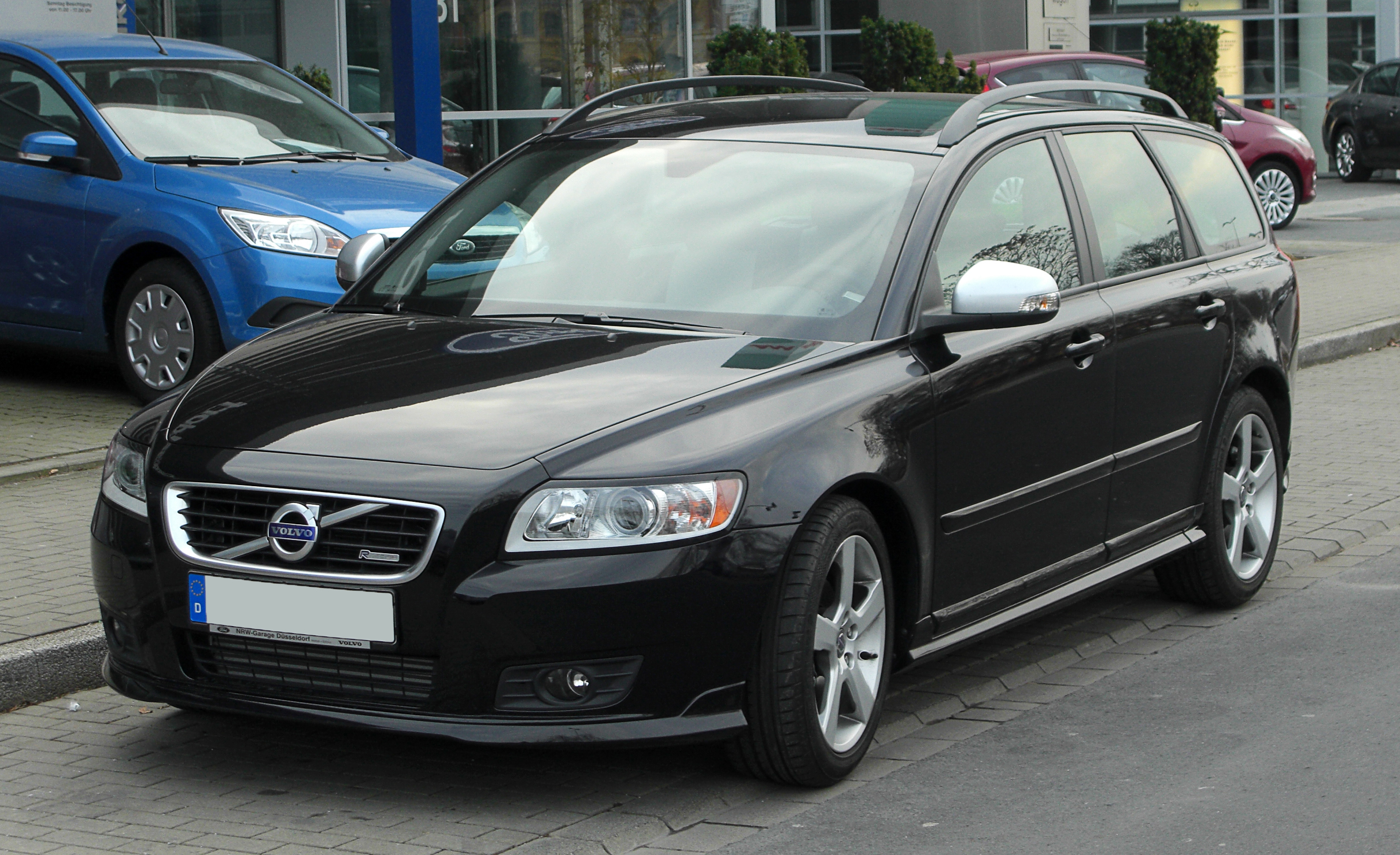
Volvo V50 (2010-2012)

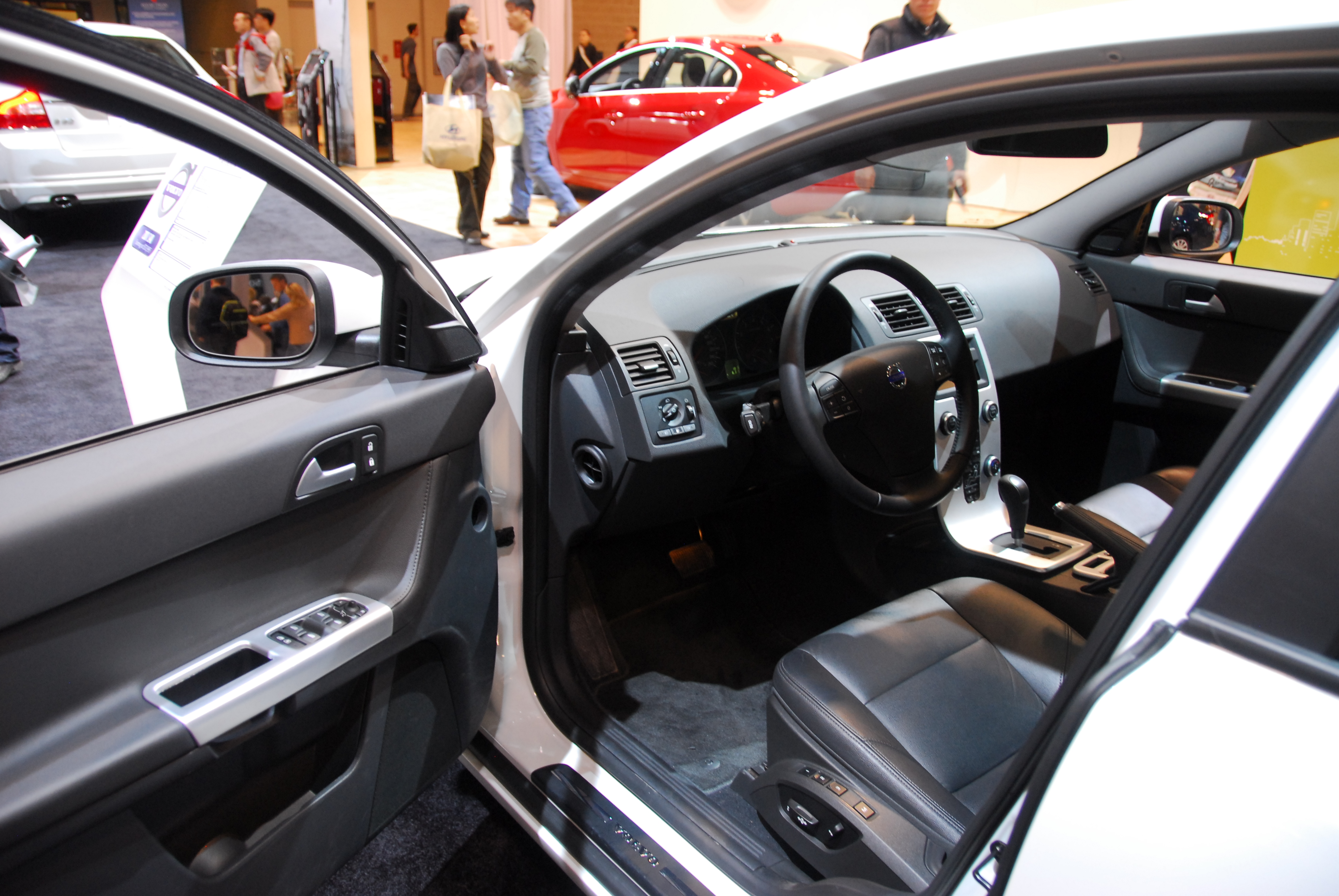

V50 T5 AWD мав повний привід і 2,5-літровий рядний 5-циліндровий бензиновий двигун з турбонаддувом, чотирма клапанами на циліндр і конструкцією DOHC із змінним газорозподілом — забезпечував 220 к.с. (162 кВт; 217 к.с.) і 320 Н⋅м (236 фунт⋅футів) крутного моменту. Дизельні варіанти були доступні в Європі, включаючи 2,4-літровий дизельний двигун D5 з турбонаддувом, який забезпечував 180 к.с. (132 кВт; 178 к.с.) і 350 Н⋅м (258 фунт⋅фут) крутного моменту. 
У Сполучених Штатах Volvo обмежила продажі автомобілів V50 PZEV штатами, де це було необхідно, включаючи Каліфорнію, Флориду, Вермонт, Коннектикут, Арізону, Меріленд, Массачусетс, Пенсільванію, Нью-Йорк, Орегон, Мен, Нью-Джерсі, Род-Айленд, Нью-Мексико та Вашингтон. Volvo Cars Special Vehicle створила концепт-кар на основі V50, V50 SV, двигун якого виробляє 340 к.с. (254 кВт), і дебютувала на виставці Specialty Equipment Market Association у Лас-Вегасі, штат Невада, у 2004 році.

### Фейсліфтинг 2008
Для моделі року в 2008, V50 був отриманий переглянутий фейсліфт передньої частини, мінімальні зміни в інтер'єрі, функціональні активні ксенонові фари, аудиосистема, збільшена потужність T5 двигуна, D5 з шести швидкісною автоматичною коробкою передач і 1.8 Flexifuel двигуном. 
На 2009 рік, V50 T5 був доступний в США, тільки AWD модель з автоматичною коробкою передач та R-дизайном трім-пакета, тим часом в Європі були доступні версії з ручною та автоматичними коробками передач. Модель 2010 року, D5 з рядним п'ятициліндровим дизельним двигуном була більше недоступна; Лише рядні четвірки з об'ємом 1.6l і 2.0l.

## Двигуни
| Модель         | Код двигуна      | Модельні роки | Потужність при обертах           | Обертаючий момент при обертах | Об'єм    | Комментар                                         |
| -------------- | ---------------- | ------------- | -------------------------------- | ----------------------------- | -------- | ------------------------------------------------- |
| 1.6            | B4164S2 B4164S3  | 2005–2012     | 100 PS (74 кВт; 99 к. с.) 6000   | 150 Нм 4000                   | 1596 см3 | I4 16V Multipoint fuel injection                  |
| 1.8            | B4184S2 B4184S11 | 2005–2010     | 125 PS (92 кВт; 123 к. с.) 6000  | 165 Нм 4000                   | 1798 см3 | I4 16V Multipoint fuel injection                  |
| 1.8F Flexifuel | B4184S2 B4184S8  | 2006–2010     | 125 PS (92 кВт; 123 к. с.) 6000  | 165 Нм 4000                   | 1798 см3 | I4 16V Multipoint fuel injection (E85 compatible) |
| 2.0            | B4204S5 B4204S3  | 2004–2012     | 145 PS (107 кВт; 143 к. с.) 6000 | 185 Нм 4500                   | 1999 см3 | I4 16V Multipoint fuel injection                  |
| 2.0F Flexifuel | B4204S4          | 2011–2012     | 145 PS (107 кВт; 143 к. с.) 6000 | 185 Нм 4500                   | 1999 см3 | I4 16V Multipoint fuel injection (E85 compatible) |
| 2.4            | B5244S5          | 2004–2010     | 140 PS (103 кВт; 138 к. с.) 5000 | 220 Нм 4000                   | 2435 см3 | I5 20V Multipoint fuel injection                  |
| 2.4i           | B5244S4          | 2004–2010     | 170 PS (125 кВт; 168 к. с.) 6000 | 230 Нм 4400                   | 2435 см3 | I5 20V Multipoint fuel injection                  |
| T5             | B5254T3          | 2005–2008     | 220 PS (162 кВт; 217 к. с.) 5000 | 320 Нм 1500-4800              | 2521 см3 | I5 20V Turbo Multipoint fuel injection            |
| T5             | B5254T7          | 2008–2012     | 230 PS (169 кВт; 227 к. с.) 5000 | 320 Нм 1500-5000              | 2521 см3 | I5 20V Turbo Multipoint fuel injection            |

| Модель         | Код двигуна | Модельні роки | Потужність при обертах           | Обертаючий момент при обертах | Об'єм    | Комментар                                     |
| -------------- | ----------- | ------------- | -------------------------------- | ----------------------------- | -------- | --------------------------------------------- |
| 1.6D           | D4164T      | 2005–2010     | 109 PS (80 кВт; 108 к. с.) 4000  | 240 Нм 1750                   | 1560 см3 | I4 16v Turbo Multipoint direct fuel injection |
| 1.6D DRIVe     | D4164T      | 2005–2010     | 109 PS (80 кВт; 108 к. с.) 4000  | 240 Нм 1750                   | 1560 см3 | I4 16v Turbo Multipoint direct fuel injection |
| D2             | D4162T      | 2011–2012     | 115 PS (85 кВт; 113 к. с.) 3600  | 270 Нм 1750                   | 1560 см3 | I4 8v Turbo Common rail direct injection      |
| D2 DRIVe       | D4162T      | 2011–2012     | 115 PS (85 кВт; 113 к. с.) 1600  | 270 Нм 1750                   | 1560 см3 | I4 8v Turbo Common rail direct injection      |
| 2.0D           | D4204T      | 2004–2010     | 136 PS (100 кВт; 134 к. с.) 4000 | 320 Нм 2000                   | 1997 см3 | I4 16v Turbo Multipoint direct fuel injection |
| 2.0D (France)  | D4204T2     | 2005–2006     | 133 PS (98 кВт; 131 к. с.) 4000  | 320 Нм 2000                   | 1997 см3 | I4 16v Turbo Multipoint direct fuel injection |
| D3             | D5204T5     | 2011–2012     | 150 PS (110 кВт; 148 к. с.) 3500 | 350 Нм 1500-2750              | 1984 см3 | I5 20v Turbo Common rail direct injection     |
| D4             | D5204T      | 2011–2012     | 177 PS (130 кВт; 175 к. с.) 3500 | 400 Нм 1500-2750              | 1984 см3 | I5 20v Turbo Common rail direct injection     |
| D5             | D5244T8     | 2006–2010     | 180 PS (132 кВт; 178 к. с.) 4000 | 350 Нм 1750-3250              | 2400 см3 | I5                                            |
| 2.4D (Belgium) | D5244T9     | 2007–2008     | 163 PS (120 кВт; 161 к. с.) 5500 | 340 Нм 1750-2750              | 2400 см3 | I5                                            |
| D5 (Belgium)   | D5244T9     | 2009–2010     | 163 PS (120 кВт; 161 к. с.) 4000 | 340 Нм 1750 – 3000            | 2400 см3 | I5                                            |
| D5             | D5244T13    | 2009–2010     | 180 PS (132 кВт; 178 к. с.) 4000 | 400 Нм 2000 – 2750            | 2400 см3 | I5                                            |

## Продажі
| рік  | США | Канада | Швеція | всього |
| ---- | --- | ------ | ------ | ------ |
| 2004 |     |        |        | 47,743 |
| 2005 |     |        |        | 83,202 |
| 2006 |     |        |        | 75,885 |
| 2007 |     |        |        | 62,348 |
| 2008 |     |        |        | 62,085 |
| 2009 |     |        |        | 54,062 |
| 2010 |     |        |        | 56,098 |
| 2011 |     |        |        | 45,970 |
| 2012 |     |        |        | 31,614 |

Всього вироблено: 519 007 з 2003 по 2012 рік (станом на 31 грудня 2012 року)